# Kế toán viên
Kế toán viên là người hành nghề kế toán, công việc bao gồm việc tính toán, công bố hoặc cung cấp đảm bảo về thông tin tài chính giúp người quản lý, nhà đầu tư, cơ quan thuế và những người khác đưa ra các quyết định phân bổ nguồn lực.
Trong nhiều khu vực pháp lý, các cơ quan kế toán chuyên nghiệp duy trì các tiêu chuẩn thực hành và đánh giá cho các chuyên gia. Kế toán viên đã thể hiện năng lực thông qua các kỳ thi chứng chỉ của hiệp hội nghề nghiệp của họ được chứng nhận để sử dụng các chức danh như Kế toán viên (chartered accountant), Kế toán viên được chứng nhận hoặc Kế toán viên công chứng. Các chuyên gia như vậy được cấp một số trách nhiệm theo quy định, chẳng hạn như khả năng chứng nhận báo cáo tài chính của một tổ chức và có thể phải chịu trách nhiệm về hành vi sai trái chuyên nghiệp. Kế toán viên không đủ điều kiện có thể được tuyển dụng bởi một kế toán viên có trình độ, hoặc có thể làm việc độc lập mà không có đặc quyền và nghĩa vụ theo luật định.
Cahan & Sun (2015)  sử dụng các nghiên cứu lưu trữ để tìm ra rằng các đặc điểm cá nhân của kế toán viên có thể tác động rất lớn trong quá trình kiểm toán và ảnh hưởng hơn nữa đến chi phí kiểm toán và chất lượng kiểm toán.
Các kiểm toán viên của Big Four là những người sử dụng kế toán lớn nhất trên toàn thế giới. Tuy nhiên, hầu hết các kế toán viên được tuyển dụng trong thương mại, công nghiệp và khu vực công.